# Cecilia Bartoli
Cecilia Bartoli (* 4. června 1966, Řím) je významná italská koloraturní mezzosopranistka. Nejznámější jsou její interpretace hudby Mozarta a Rossiniho, dále méně známé barokní a klasické skladby. Prodala přes 10 milionů desek, obdržela 6 cen Gramophone a 5 cen Grammy.

## Život
Její rodiče, Silvana Bazzoni a Pietro Angelo Bartoli, byli oba profesionálními zpěváky a dávali jí první lekce zpěvu. Poté studovala na Accademia Nazionale di Santa Cecilia v Římě. Její profesionální debut se uskutečnil v roce 1987 ve Veronské aréně.

## Pěvecká dráha
Bartoli je velmi známá svou interpretací árií pro koloraturní mezzosoprán v operách Mozarta, Rossiniho, Vivaldiho, Händela a dalších barokních a klasicistních autorů. Její pěvecké začátky jsou spojeny se jmény dirigentů Daniela Barenboima a Nikolause Harnoncourta. Často vystupuje se souborem Il Giardino Armonico, s kterým vytvořila mnoho nahrávek.

## Objevy v Petrohradě
Pěvkyně se také intenzivně zabývá znovuobjevováním zapomenutých operních skladatelů a jejich děl. Dlouho usilovala o návštěvu archivů Mariinského divadla v Petrohradě. Nakonec tam objevila opery italských a německých autorů, ke kterým patřili mj.: Hermann Raupach (1728-1778), Nicola Porpora, Francesco Maria Veracini (1690-1768), Vincenzo Manfredini (1737-1799) a Johann Adolf Hasse. Tato díla vznikla na objednávku ruských careven Anny Ivanovny, Alžběty I. Petrovny a Kateřiny II. Veliké. Nalezla i operu neapolského rodáka Francesca Araii (1709-ca. 1770) La forza dell'amore e dell'odio, která byla v Petrohradě uvedena již roku 1736. Ze skladeb z těchto děl sestavila repertoár svého turné s názvem St Petersburg, na kterém ji doprovázel komorní orchestr I Barocchisti pod vedením Diega Fasolise.